# 小淵沢インターチェンジ

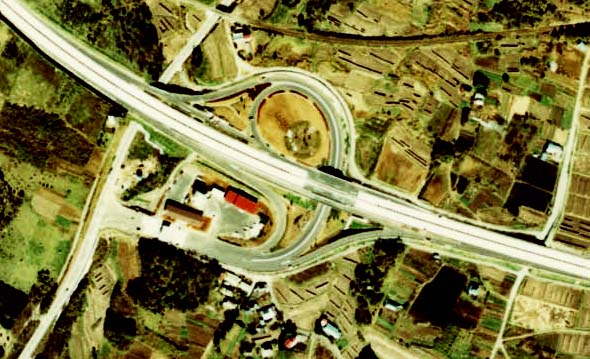
航空写真。

小淵沢インターチェンジ（こぶちさわインターチェンジ）は、山梨県北杜市小淵沢町にある中央自動車道のインターチェンジである。
松本・名古屋・大阪方面から清里高原への最寄りインターチェンジであるとともに、八ヶ岳横断道路（県道11号）へのインターチェンジとして観光に使われることも多い。

## アクセス地域
北杜市北部、長野県諏訪郡富士見町南部。また、八ヶ岳横断道路を介して国道141号に連絡し、長野県南佐久郡南牧村、川上村にアクセスする。

## 道路
- E20 中央自動車道（18番）

## 接続する路線
- 山梨県道・長野県道11号北杜富士見線（旧八ヶ岳横断有料道路）（直結）
  - 国道141号
  - 国道20号

## 料金所
- ブース数：4

### 入口
- ブース数：2
  - ETC専用：1
  - ETC・一般：1

### 出口
- ブース数：2
  - ETC専用：1
  - ETC・一般：1

## 周辺
- 八ヶ岳リゾートアウトレット、道の駅こぶちさわ（スパティオ小淵沢 延命の湯）、山梨県馬術競技場、山梨県立八ヶ岳スケートセンター、身曾岐神社
- 中央本線・小海線 小淵沢駅（小淵沢町中心部）
- 清里高原、甲斐大泉温泉、富士見高原などの、八ヶ岳横断道路沿いの八ヶ岳南麓の観光地、別荘地
- サントリー天然水白州工場、サントリー白州蒸溜所

## 小淵沢バスストップ
小淵沢バスストップは、小淵沢インターチェンジに併設されている中央自動車道のバス停留所である。

### 停車する路線
- 岡谷・上諏訪 - 新宿線（中央高速バス、山梨交通・アルピコ交通・京王バス・フジエクスプレス・JRバス関東）
八ヶ岳BS - 小淵沢BS - 富士見BS
- 甲府 - 京都・大阪線（クリスタルライナー、山梨交通・近鉄バス）
八ヶ岳BS - 小淵沢BS - 京都駅八条口
- 甲府 - 名古屋線（名古屋ライナー甲府号、山梨交通・JR東海バス）
八ヶ岳BS - 小淵沢BS - 高森BS

### バス停までのアクセス
- 小淵沢駅、長坂駅より北杜市民バス北線に乗車、小淵沢インター前バス停下車すぐ。
- 小淵沢駅よりタクシーで5分。
- 小淵沢駅より徒歩15分。

## 隣
E20 中央自動車道
(17-1) 長坂IC - 八ヶ岳PA - (18) 小淵沢IC - (富士見BS) - (19) 諏訪南IC